# Karlee Bispo
Karlee Delane Bispo (* 24. Januar 1990 in Modesto, Kalifornien) ist eine ehemalige Schwimmerin aus den Vereinigten Staaten. Sie gewann bei Weltmeisterschaften einmal Gold.

## Sportliche Karriere
Karlee Bispo besuchte die Downey High School und studierte dann an der University of Texas at Austin. Nach ihrer Graduierung trainierte sie an der Stanford University und an der University of Minnesota.
2013 bei den Weltmeisterschaften in Barcelona schwamm die 4-mal-200-Meter-Freistilstaffel mit Chelsea Chenault, Karlee Bispo, Madeline Dirado und Jordan Mattern die drittbeste Vorlaufzeit. Im Endlauf gewannen Katie Ledecky, Shannon Vreeland, Karlee Bispo und Missy Franklin mit fast zwei Sekunden Vorsprung vor den Australierinnen. Alle sieben beteiligten Schwimmerinnen aus den Vereinigten Staaten erhielten eine Goldmedaille. Bispo blieb noch bis 2016 aktiv, konnte sich aber nicht noch einmal für eine internationale Meisterschaftsteilnahme qualifizieren.